# 데번 기어하트
데번 기어하트(Devon Gearhart, 1995년 5월 5일 ~ )는 미국의 배우이다.

## 출연 작품

### 영화
- 바비존스: 스트로크 오브 지니어스 (2004, Bobby Jones: Stroke of Genius)
- 웜 스프링스 (2005, Warm Springs)
- Canvas (2006)
- 퍼니 게임 (2007)
- 도그 데이즈 오브 썸머 (2007, Dog Days of Summer)
- 체인질링 (2008)
- 쇼츠 (2009)
- 더 파워 오브 퓨 (2013, The Power of Few)
- 더 웨이트 (2013, The Wait)

### 텔레비전
- 로스트 (2009)
- 로앤오더: 성범죄 전담반 (2010)
- 크리미널 마인드 (2015)